# Junta de Badajoz-Elvas
A Junta de Badajoz-Elvas foi uma negociação diplomática entre as Coroas de Espanha e de Portugal, visando encaminhar a chamada Questão das Molucas.

## História
A Junta reuniu-se de 11 de Abril a 31 de Maio de 1524, sobre a ponte do rio Caia, entre Elvas (Portugal) e Badajoz (Espanha), congregando representantes de João III de Portugal e de Carlos I de Espanha, visando encontrar solução para a questão da posse das ilhas Molucas, alcançadas pelos portugueses e onde também haviam aportado os navios da esquadra de Fernão de Magalhães, dos quais apenas a nau Victoria conseguiu retornar com os sobreviventes, carregado com especiarias.
A questão decorria da clarificação dos termos do Tratado de Tordesilhas (1494), após a viagem de Cristóvão Colombo (1492), pelo qual as duas Coroas haviam dividido as terras descobertas e a descobrir, então no oceano Atlântico, através de um meridiano a 370 léguas a oeste do arquipélago de Cabo Verde. Em termos práticos, necessitava-se delimitar, no Extremo Oriente, onde os portugueses já haviam conquistado Malaca, as áreas de influência em que cada Coroa exploraria o lucrativo comércio de especiarias.
Quando Magalhães partira de Sevilha na sua viagem de circum-navegação (1519-1522), a diplomacia de Manuel I de Portugal notificara à de Carlos I de Espanha a questão da invasão de regiões sob jurisdição portuguesa, ao que o soberano espanhol assegurara que jamais aconteceria, e que assim o havia ordenado expressamente ao capitão-mor da armada. Com o retorno da nau sobrevivente, carregada de cravo, noz-moscada e sândalo, o sucessor de Manuel I, João III de Portugal, apresentou os seus protestos. O soberano espanhol argumentou, em resposta, que as ilhas onde a armada havia carregado as embarcações espanholas, onde se contavam as Molucas, por que, em consequência do Tratado de tordesilhas, encontravam-se compreendidas no hemisfério castelhano.
Dadas as dificuldades técnicas das observações astronómicas à época, não era possível uma demarcação precisa do Meridiano de Tordesilhas, muito menos o seu prolongamento no hemisfério oriental. Desse modo, as duas Coroas decidiram reunir uma "junta de especialistas" para debater a questão da delimitação oriental das respectivas áreas de influência, de modo a acordar a quem caberia a posse das Molucas, cujo comércio se evidenciava significativamente lucrativo.
Os resultados obtidos pela Junta assim reunida, revelaram-se nulos. O soberano português, ciente que era impossível fazer a delimitação sobre dados objetivos, deu instruções aos seus especialistas para que fosse rejeitada qualquer argumentação técnica dos cartógrafos e cosmógrafos, afirmando a sua soberania com base numa presença portuguesa, de fato, desde há mais de uma década na região. A validade desse argumento era sustentada apenas no aspecto político, uma vez que não havia, por parte da Espanha, a disposição de combater, pelas armas, pela posse da região. Desse modo, foi estabelecido, provisóriamente, que os direitos de comércio nas ilhas Molucas seriam portugueses, mediante o pagamento de 40.000 ducados de ouro anuais, por conta do dote de D. Catarina, ainda em dívida a Portugal.
Posteriormente, com a assinatura do Tratado de Saragoça (1529), seria concedida a posse definitiva desse comércio a Portugal, pela quantia de 350.000 ducados.
Embora não se saiba ao certo se Portugal efetivamente pagou essa quantia, o assunto deixou de ter importância nas décadas seguintes diante do declínio da lucratividade do comércio de especiarias e da união das duas Coroas, sob a Dinastia Filipina.